# THE IDOLM@STER CINDERELLA GIRLS ANIMATION PROJECT
《THE IDOLM@STER CINDERELLA GIRLS ANIMATION PROJECT》(아이돌마스터 신데렐라 걸즈 애니메이션 프로젝트)는 애니메이션 '아이돌마스터 신데렐라 걸즈'의 사운드 트랙 시리즈이다.

## 00 ST@RTER BEST
2015년 1월 21일 발매. 'CINDERELLA MASTER'에서 애니메이션의 메인이 되는 신데렐라 프로젝트의 멤버 14명의 악곡을 수록한 베스트 앨범.
수록곡
1. Never say never
노래: 시부야 린 (후쿠하라 아야카)
작사·작곡: NBGI (토야마 아키타카), 작사: NBGI (야시로 유타), 편곡: 세키 쥰지로우
2. 안즈의 노래
노래: 후타바 안즈 (이가라시 히로미)
작사·작곡·편곡: NBGI (사토 타카후미), 작사: NBGI (야시로 유타)
3. 쇼콜라·티아라
노래: 미무라 카나코 (오오츠보 유카)
작사: 후루야 신, 작곡·편곡: NBGI (kyo)
4. DOKIDOKI 리듬
노래: 죠가사키 리카 (야마모토 노조미)
작사·작곡·편곡: NBGI (사토 타카후미)
5. 꽃봉오리 꿈꾸는 광시곡 ~혼의 인도~
노래: 칸자키 란코 (우치다 마아야)
작사: NBSI (히가시노미야 아야), 작곡·편곡: NBSI (히로카와쿄 추니), 편곡: NBSI (후치가다니 조지)
6. 조르기 Shall We~?
노래: 마에카와 미쿠 (타카모리 나츠미)
작사: azusa, 작곡·편곡: NBSI (사토 타카후미)
7. 마시멜로☆키스
노래: 모로보시 키라리 (마츠자키 레이)
작사·작곡·편곡: NBSI (토리네)
8. S(mile)ING!
노래: 시마무라 우즈키 (오오하시 아야카)
작사: NBSI (야시로 유타), 작곡·편곡: NBSI (Yoshi)
9. Twilight Sky
노래: 타다 리이나 (아오키 루리코)
작사·작곡·편곡: NBSI (와타나베 료)
10. 세 개의 별☆☆★
노래: 혼다 미오 (하라 사유리)
작사: NBSI (야시로 유타), 작곡·편곡: NBSI (kyo)
11. Romantic Now
노래: 아카기 미리아 (쿠로사와 토모요)
작사: NBSI (MC TC), 작곡·편곡: NBSI (Taku Inoue)
12. 비너스 신드롬
노래: 닛타 미나미 (스자키 아야)
작사: 후루타니 신, 작곡·편곡: NBSI (kyo)
13. 바람색 멜로디
노래: 오가타 치에리 (오오조라 나오미)
작사·작곡·편곡: NBSI (토리네)
14. You're stars shine on me
노래: 아나스타샤 (우에사카 스미레)
작사: 카이다 유리코, 작곡·편곡: NBSI (코바야시 케이키)
15. 전진하라☆소녀여 ~jewel parade~
노래: CINDERELLA PROJECT
작사: 모리 유리코, 작곡·편곡: 타나카 히데카즈 (MONACA)

## 01 Star!!
2015년 2월 18일 발매. 애니메이션 '아이돌마스터 신데렐라 걸즈'의 주제가와 제1화 삽입곡·엔딩을 수록한 CD. 초회 한정반에는 Blu-ray Video로서 애니메이션 OP의 논테롭판, Blu-ray Audio로서 CD와 같은 곡을 각각 수록한 Blu-ray DISC가 부속된다.
수록곡
1. Star!!
가: CINDERELLA PROJECT
작사: 모리 유리코, 작곡·편곡: 타나카 히데카즈 (MONACA)
2. 부탁해! 신데렐라
가: 타카가키 카에데 (하야미 사오리), 죠가사키 미카 (요시무라 하루카), 코히나타 미호 (츠다 미나미), 토토키 아이리 (하라다 히토미), 카와시마 미즈키 (토야마 나오), 히노 아카네 (아카사키 치나츠), 코시미즈 사치코 (타케타츠 아야나), 사쿠마 마유 (마키노 유이), 시라사카 코우메 (오우사키 치요)
작사: marhy, 작곡·편곡: BNSI (우치다 테츠야)
3. 메시지
가: 시마무라 우즈키 (오오하시 아야카), 시부야 린 (후쿠하라 아야카), 혼다 미오 (하라 사유리)
작사: 엔도 후비트, 작곡·편곡: 타키자와 슌스케 (TRYTONELABO)
4. Star!! 오리지널 가라오케

## 02 Memories
2015년 3월 18일 발매. 애니메이션 '아이돌마스터 신데렐라 걸즈'에서 결성된 닛타 미나미와 아나스타샤의 유닛 'LOVE LAIKA'의 데뷔곡과 엔딩의 리믹스판을 수록한 CD.
수록곡
1. Memories
노래: LOVE LAIKA
작사: 카이다 유리코, 작곡: ESTi, 편곡: ESTi, BNSI (kyo)
2. 저녁노을 프레젠트 -LOVE LAIKA 리믹스
노래: LOVE LAIKA
작사: 엔도 후비트, 작곡: BNSI (Yoshi), 편곡: BNSI (Yoshi), 타키자와 슌스케 (TRYTONELABO)
3. 보너스 드라마 '매직 아워- LOVE LAIKA 특별편'
4. Memories 오리지널·가라오케

## 03 -LEGNE- 적대하는 검 빛의 선율
2015년 3월 25일 발매. 애니메이션 '아이돌마스터 신데렐라 걸즈'에서 결성된 칸자키 란코의 솔로 유닛 "Rosenburg Engel"의 데뷔곡과 엔딩 테마의 리믹스 버전을 수록한 CD.
보너스 드라마는 칸자키 란코 특유의 난해한 대사가 있기 때문에, 소책자에 드라마의 각본과 대사의 의미가 포함되어 있다.
수록곡
1. -LEGNE- 적대하는 검 빛의 선율
노래: Rosenburg Engel
작사: (히가시노미야 아야), 작곡: 온다 료헤이, 편곡: TAKT (TRYTONELABO)
2. 저녁노을 프레젠트 -Rosenburg Engel 리믹스-
노래: Rosenburg Engel
작사: 엔도 후비트, 작곡: BNSI (Yoshi), 편곡: BNSI (Yoshi), 타키자와 슌스케 (TRYTONELABO)
3. 보너스 드라마「매직 아워-Rosenburg Engel 특별편」
4. -LEGNE- 적대하는 검 빛의 선율 오리지널·가라오케

## 04 Happy×2 Days
2015년 4월 1일 발매. 애니메이션 '아이돌마스터 신데렐라 걸즈'에서 결성된 후타바 안즈, 미무라 카나코, 오가타 치에리의 유닛 "CANDY ISLAND"의 데뷔곡과 엔딩 테마의 리믹스 버전을 수록한 CD.
수록곡
1. Happy×2 Days
노래: CANDY ISLAND
작사·작곡: 키무라 유키, 편곡: 오카노 유지로 (TRYTONELABO)
2. 저녁노을 프레젠트 -CANDY ISLAND 리믹스-
노래: CANDY ISLAND
작사: 엔도 후비트, 작곡: BNSI (Yoshi), 편곡: BNSI (Yoshi), 타키자와 슌스케 (TRYTONELABO)
3. 보너스 드라마「매직 아워- CANDY ISLAND 특별편」
4. Happy×2 Days 오리지널·가라오케

## 05 LET'S GO HAPPY!!
2015년 4월 8일 발매. 애니메이션 '아이돌마스터 신데렐라 걸즈'에서 결성된 죠가사키 리카, 모로보시 키라리, 아카기 미리아의 유닛 '데코레이션'의 데뷔곡과 엔딩 테마의 리믹스를 수록한 CD.
수록곡
1. LET'S GO HAPPY!!
노래: 데코레이션
작사: 유우노 요시미 (IOSYS), 작곡·편곡: ARM (IOSYS)
2. 저녁노을 프레젠트 -데코레이션 리믹스-
노래: 데코레이션
작사: 엔도 후비트, 작곡: BNSI (Yoshi), 편곡: BNSI (Yoshi), 타키자와 슌스케 (TRYTONELABO)
3. 보너스 드라마「매직 아워- 데코레이션 특별판」
4. LET'S GO HAPPY!! 오리지널·가라오케

## 06 ØωØver!!
2015년 4월 15일 발매. 애니메이션 '아이돌마스터 신데렐라 걸즈'에서 결성된 마에카와 미쿠, 타다 리이나의 유닛 '* (Asterisk)'의 데뷔곡과 엔딩 테마의 리믹스를 수록한 CD.
수록곡
1. ØωØver!!
노래: ＊(Asterisk)
작사: 마에카와 미쿠 (타카모리 나츠미), 타다 리이나 (아오키 루리코, 작곡: 오노 타카미츠, 편곡: 타마키 치히로
2. 저녁노을 프레젠트 -＊(Asterisk) 리믹스-
노래: ＊(Asterisk)
작사: 엔도 후비트, 작곡: BNSI (Yoshi), 편곡: BNSI (Yoshi), 타키자와 슌스케 (TRYTONELABO)
3. 보너스 드라마「매직 아워- ＊(Asterisk) 특별판」
4. ØωØver!! 오리지널·가라오케

## 07 갓 나온 Evo! Revo! Generation!
2015년 4월 22일 발매. 애니메이션 '아이돌마스터 신데렐라 걸즈'에서의 시마무라 우즈키, 시부야 린, 혼다 미오의 유닛 'new generations'의 데뷔곡과 엔딩 테마의 리믹스를 수록한 CD.
수록곡
1. 갓 나온 Evo! Revo! Generation!
노래: new genertions
작사: 미에노 히토미, 작곡·편곡: BNSI (kyo)
2. 저녁노을 프레젠트 -new generations 리믹스-
노래: new generations
작사: 엔도 후비트, 작곡: BNSI (Yoshi), 편곡: BNSI (Yoshi), 타키자와 슌스케 (TRYTONELABO)
3. 보너스 드라마「매직 아워- new generations 특별판」
4. 갓 나온 Evo! Revo! Generation! 오리지널·가라오케

## 08 GOIN'!!!
2015년 5월 13일 발매. 애니메이션 〈아이돌마스터 신데렐라 걸즈〉 13화에서 사용된 CINDERELLA PROJECT의 신곡과 엔딩 테마, 제 3화에서 사용된 〈TOKIMEKI 에스컬레이트〉의 LIVE MIX를 수록한 CD. 초회한정판에는, 블루레이 비디오로 애니메이션 엔딩의 논크레딧 판이, 블루레이 오디오로 C와 같은 곡을 각각 수록한 블루레이 디스크가 부속된다.
수록곡
1. GOIN'!!!
노래: CINDERELLA PROJECT[1]
작사: 모리 유리코, 작곡: 미야자키 마유, 편곡: 미야자키 마코토
2. 저녁노을 프레젠트
노래: CINDERELLA PROJECT
작사: 엔도 후비트, 작곡: BNSI (Yoshi), 편곡: BNSI (Yoshi), 타키자와 슌스케 (TRYTONELABO)
3. TOKIMEKI 에스컬레이트 -LIVE MIX-
노래: 죠가사키 미카 (요시무라 하루카)
작사: marhy, 작곡·편곡: BNSI (우치다 테츠야)
4. GOIN'!!! 오리지널·가라오케
5. 저녁노을 프레젠트 오리지널·가라오케